# ام‌وی کروسک
ام‌وی کروسک (به انگلیسی: MV Coruisk) یک کشتی است که طول آن ۶۵ متر (۲۱۳ فوت ۳ اینچ) می‌باشد. این کشتی در سال ۲۰۰۳ ساخته شد.